# Siergiej Jarosławcew
Siergiej Iwanowicz Jarosławcew (ros. Сергей Иванович Ярославцев, ur. 6 lipca 1921 w Tomsku, zm. 12 stycznia 1986 w Tyraspolu) – radziecki wojskowy, podpułkownik, Bohater Związku Radzieckiego (1945).

## Życiorys
Od 1924 mieszkał w miejscowości Jaszkino (obecnie w rejonie kemerowskim). Skończył szkołę średnią, później pracował jako nauczyciel. We wrześniu 1940 został powołany do Armii Czerwonej, służył w wojskach pancernych w 28 Dywizji Pancernej w Białoruskim Okręgu Wojskowym. Od czerwca 1941 uczestniczył w wojnie z Niemcami, walczył kolejno na Froncie Zachodnim, Kalinińskim i 1 Białoruskim. Brał udział w walkach obronnych pod Baranowiczami, Osipowiczami, Mińskiem i Mohylewem. Podczas próby wydostania się z okrążenia został ciężko ranny i ewakuowany do szpitala, po opuszczeniu którego walczył pod Moskwą w składzie 360 Dywizji Piechoty, został ponownie ranny. Po wyleczeniu ran został skierowany do Połtawskiej Szkoły Wojsk Pancernych ewakuowanej do miasta Mary w Turknenii, w październiku 1944 wrócił na front jako dowódca czołgu T-34 w 257 batalionie czołgów 108 Brygady Pancernej 9 Korpusu Pancernego w stopniu młodszego porucznika. Wyróżnił się podczas walk na terytorium Polski. Od 14 do 26 stycznia 1945 walczył w rejonie Szydłowca, Tomaszowa i Łodzi, gdzie załoga jego czołgu podobno zniszczyła 2 czołgi wroga, 20 samochodów, 6 dział przeciwpancernych i 2 transportery opancerzone oraz zlikwidowała do 30 żołnierzy wroga. Brał również udział w forsowaniu Warty, niszcząc wówczas podobno 4 działa przeciwpancerne, 12 samochodów, czołg i zabijając do 40 żołnierzy. Podczas jednej z walk jego czołg został trafiony, mimo to jego załoga miała przez 18 godzin odpierać ataki wroga, niszcząc 2 działa przeciwpancerne i 10 samochodów i zabijając do 170 żołnierzy. Po wojnie kontynuował służbę w armii jako dowódca plutonu czołgów w Kijowskim Okręgu Wojskowym, później dowódca kompanii i szef sztabu batalionu szkolnego. Od 1947 należał do WKP(b). W 1949 i 1954 ukończył kursy doskonalenia kadry dowódczej. W 1963 został zwolniony do rezerwy w stopniu podpułkownika.

## Odznaczenia
- Złota Gwiazda Bohatera Związku Radzieckiego (27 lutego 1945)
- Order Lenina
- Order Wojny Ojczyźnianej I klasy
- Order Czerwonej Gwiazdy

I medale.